# Rábaszentandrás, Győr-Moson-Sopron
Rábaszentandrás  este un sat în districtul Csorna, județul Győr-Moson-Sopron, Ungaria, având o populație de 509 locuitori (2011). 

## Demografie
Componența etnică a satului Rábaszentandrás
     Maghiari (98,86%)
     Germani (1,14%)
Componența confesională a satului Rábaszentandrás
     Luterani (28,88%)
     Fără religie (3,34%)
     Reformați (2,16%)
     Necunoscută (65,62%)
Conform recensământului din 2011, satul Rábaszentandrás avea 509 locuitori. Din punct de vedere etnic, majoritatea locuitorilor (98,86%) erau maghiari, cu o minoritate de germani (1,14%). Nu există o religie majoritară, locuitorii fiind luterani (28,88%), persoane fără religie (3,34%) și reformați (2,16%). Pentru 65,62% din locuitori nu este cunoscută apartenența confesională.